# Fire (canción de Jimi Hendrix)
«Fire» es una canción escrita por el músico estadounidense Jimi Hendrix y grabada por the Jimi Hendrix Experience a principios de 1967. Ha sido descrita como “un ejercicio de soul, rock psicodélico y una batería inspirada en el jazz polirrítmico” por el crítico de AllMusic, Matthew Greenwald. En 1969, fue publicada como sencillo en el Reino Unido bajo el título de «Let Me Light Your Fire»
Considerada como una de las canciones más populares de Hendrix, el la tocaba frecuentemente en sus conciertos. Varias grabaciones en vivo han sido publicadas y la versión original es incluida en numerosos álbumes recopilatorios de Hendrix, tales como Smash Hits, Experience Hendrix: The Best of Jimi Hendrix, Voodoo Child: The Jimi Hendrix Collection y Fire: The Jimi Hendrix Collection.

## Antecedentes
A pesar de su connotación sexual la canción tuvo un origen inocente. Noel Redding, bajista de la banda, invitó a Hendrix a la casa de su madre en una fría Víspera de Año Nuevo en Folkestone, Inglaterra. Hendrix le pregunto a la madre de Noel si podría pararse a lado de la chimenea para calentarse. Ella aceptó, pero su Gran danes estaba bloqueando el camino, así que Hendrix le dijo “Aw, muévete, Rover, y deja a Hendrix hacerse cargo”. Más tarde, Hendrix bromeó con la letra: “Old Mother Hubbard went to the cupboard to find her poor dog a bone, but when she bent over Rover took over, 'cause Rover had a bone of his own! Shakespeare, page 35!”.

## Video musical
En 1992, un videoclip musical animado fue producido por la directora Susan Young, basado en un archivo de un montaje en vivo de «Fire» en el Festival de la isla de Wight de 1970.

## Versión de Red Hot Chili Peppers
La banda estadounidense Red Hot Chili Peppers comenzó a interpretar la canción en 1983, no obstante, no tuvo una versión de estudio hasta 1987, cuando la banda la grabó para su sencillo «Fight Like a Brave» y para su EP, The Abbey Road. La canción también fue incluida en su álbum de 1989 Mother's Milk, como un tributo al guitarrista fundador Hillel Slovak, el cual había muerto en 1988. La versión de Chili Peppers presenta al vocalista principal Anthony Kiedis cambiando algunos versos tales como “Move over, Rover, and let Jimi take over” a “Move over, Rover, and let Mr. Huckleberry take over”.

## Otras versiones
- En 1968, la banda estadounidense Five by Five alcanzó la posición #52 con una versión de la canción en el Billboard.[8]
- La banda finlandesa Kingston Wall la versionó en su álbum debut de 1992, I.[9]
- Alice Cooper la grabó para su álbum recopilatorio Classicks.[10]
- La canción fue grabada por la banda estadounidense SSQ, siendo publicada como lado B del sencillo «Synthicide».[11]